# Klöch
Klöch (szlovénül Klek) osztrák mezőváros Stájerország Délkelet-stájerországi járásában. 2017 januárjában 1207 lakosa volt. 

## Elhelyezkedése

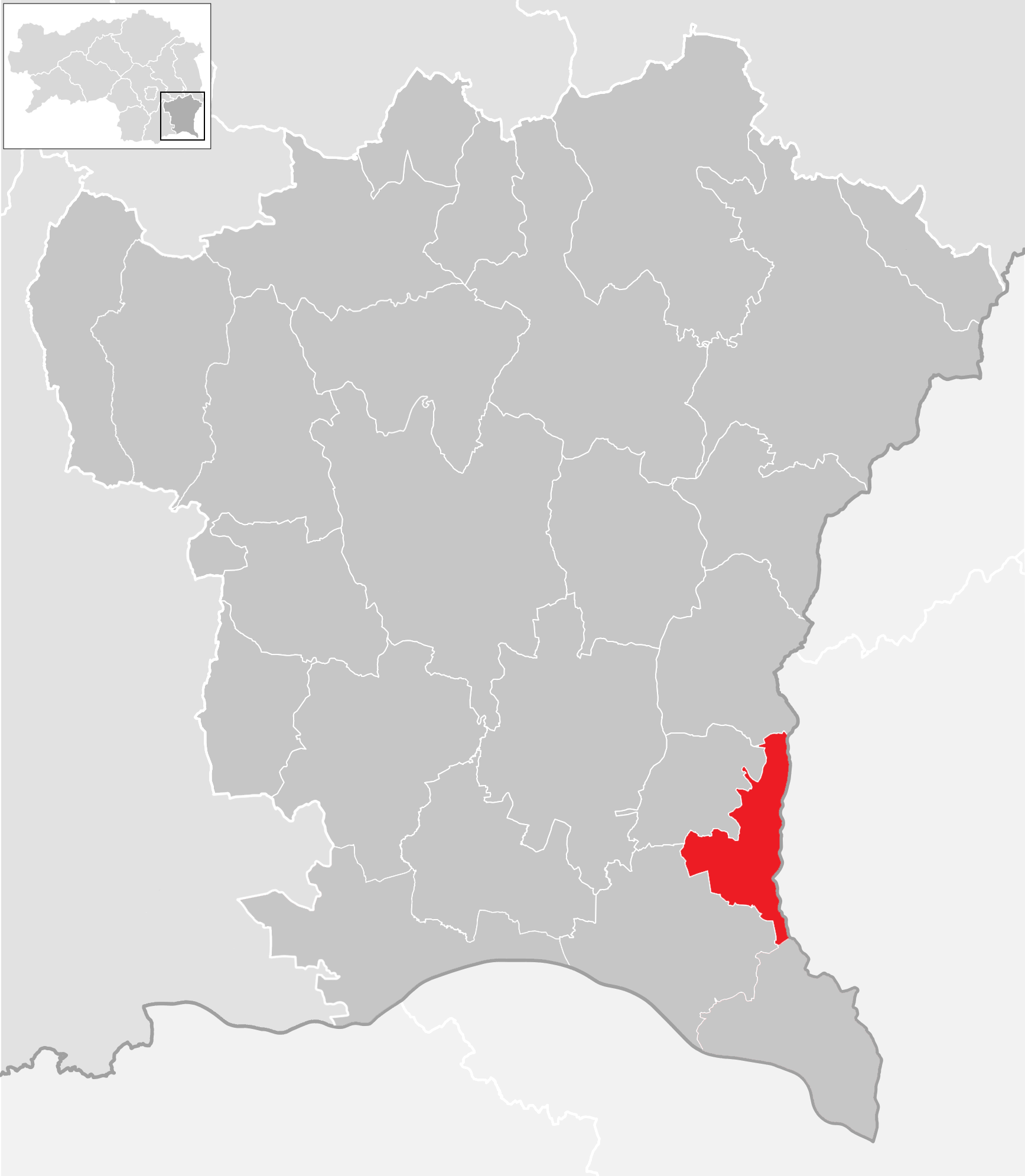
Klöch a Délkelet-stájerországi járásban

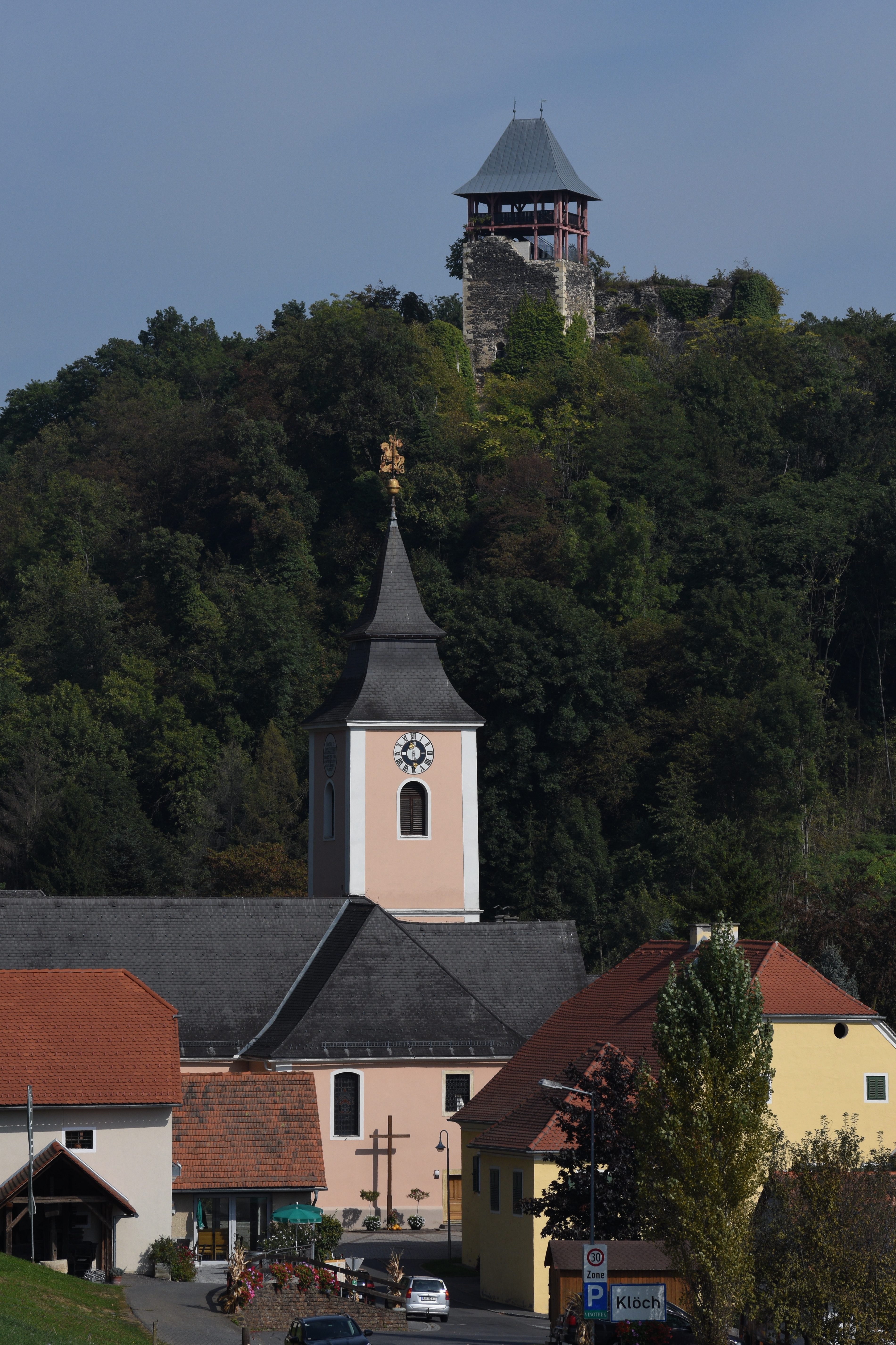
A Szt. György templom és a várrom

Klöch a Kelet-Stájerország régióban, a Kelet-stájer dombságon fekszik a szlovén határ mentén. Legmagasabb pontja 424 méteres. Klöch a bortermeléséről híres, területéhez 178 ha szőlő tartozik, ebből 30 ha Tramini. Az önkormányzat 5 települést egyesít: Deutsch Haseldorf (201 lakos), Gruisla (153), Klöch (392), Klöchberg (327) és Pölten (137).
A környező önkormányzatok: délkeletre Bad Radkersburg, délnyugatra Halbenrain, északnyugatra Tieschen, északra Sankt Anna am Aigen, északkeletre Szarvaslak (Szlovénia), keletre Vashidegkút (Szlovénia).

## Története
Klöch várát valamikor a 14. század első felében építette Otto von Wolfau. A falu templomát 1350-ben már megemlítik, akkor még mint a nemesi nemzetség kápolnáját. A település gazdasági életében oly nagy szerepet játszó bortermelésre az első írásos bizonyíték 1444-ből származik; egy lovag itteni szőleit elzálogosította, de meghalt mielőtt adósságát kifizette volna, így a bíróság ebben az évben elrendelte a szőlők tulajdonjogának átadását. 
A vár a 17. században még lakott volt, majd a 18. században elhagyták és fokozatosan romba dőlt. 1724-1996 között a Stürgkh grófok birtokában volt.  
1965-ben az önkormányzatot egyesítették a szomszédos Deutsch Haseldorf, Gruisla, Pölten és Klöchberg községekkel. 

## Lakosság
A klöchi önkormányzat területén 2017 januárjában 1207 fő élt. A lakosságszám 1951 óta (akkor 1658 fő) többé-kevésbé folyamatosan csökken. 2015-ben a helybeliek 97,9%-a volt osztrák állampolgár; a külföldiek közül 0,8% a régi (2004 előtti), 1% az új EU-tagállamokból érkezett. 2001-ben a lakosok 98,7%-a római katolikusnak, 0,2% evangélikusnak, 1% pedig felekezet nélkülinek vallotta magát. 

## Látnivalók
- a klöchi vár romjai
- a Szt György-plébániatemplom
- az 1622-es plébánia
- a bormúzeum
- a magyar-osztrák határt jelző 1856-os határkő
- Klöchöt a délkelet-stájerországi borvidék gyöngyének is nevezik, különösen Traminije híres. Borfesztiválját, a Winzerzugot ötévente rendezik meg.

## Fordítás
- Ez a szócikk részben vagy egészben  a   Klöch című német Wikipédia-szócikk ezen változatának fordításán alapul.  Az eredeti cikk szerkesztőit annak laptörténete sorolja fel. Ez a jelzés csupán a megfogalmazás eredetét és a szerzői jogokat jelzi, nem szolgál a cikkben szereplő információk forrásmegjelöléseként.